# Карта Хуана де ла Коса

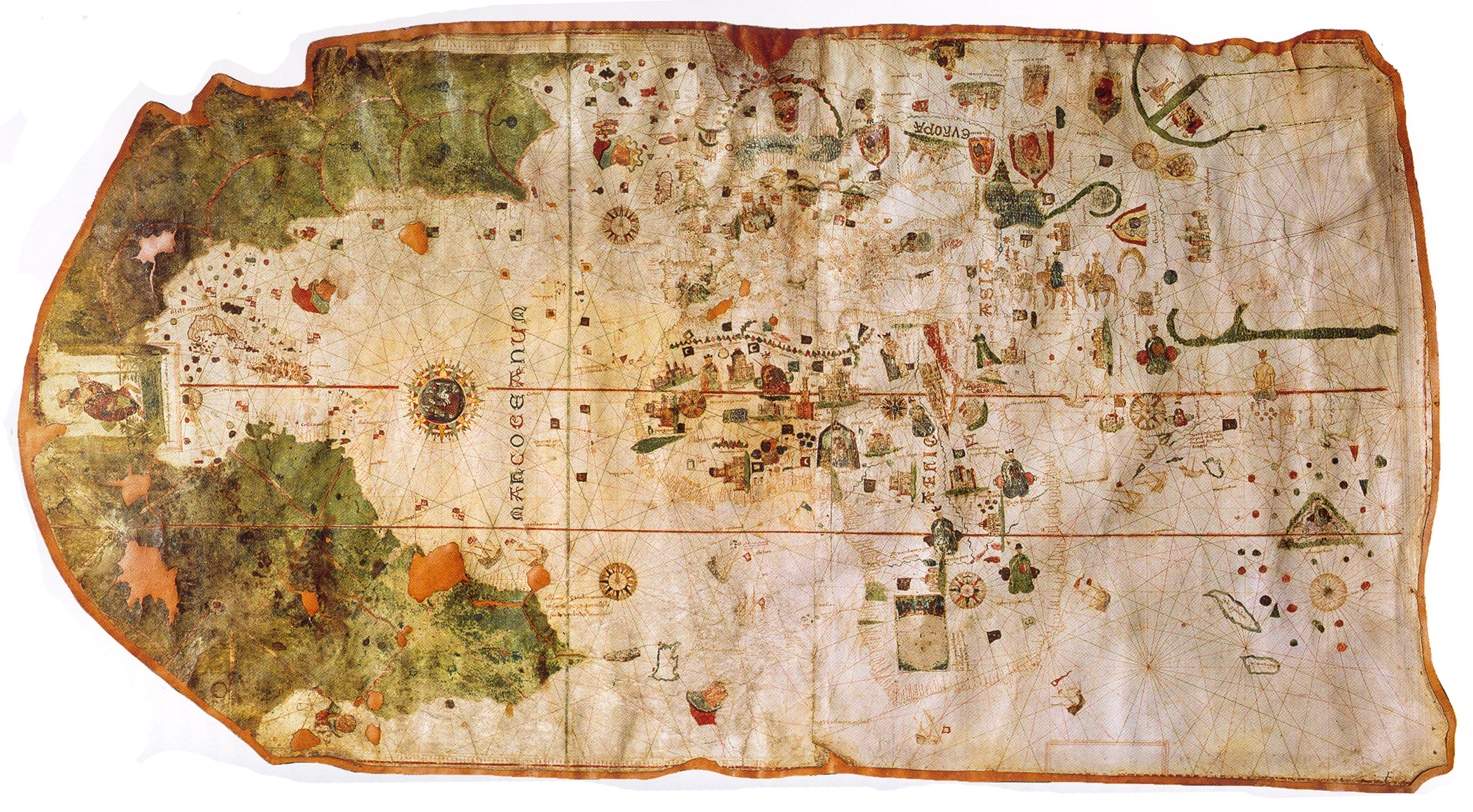
Карта Хуана де ла Коса (1500)

Карта Хуана де ла Коса — карта mappa mundi, созданная участником первых европейских экспедиций в Новый Свет конца XV века Хуаном де ла Коса. Карта размером 93×183 см датируется 1500 годом, создана на пергаменте, в настоящее время хранится в Военно-морском музее Мадрида.
На карте есть подпись, указывающая что карта создана кантабрийским картографом и навигатором Хуаном де ла Коса в 1500 году в Андалусии, в городе Эль-Пуэрто-де-Санта-Мария. Богатое оформление карты позволяет предположить, что она была изготовлена для королевского двора Изабеллы I Кастильской и Фердинанда II Арагонского.

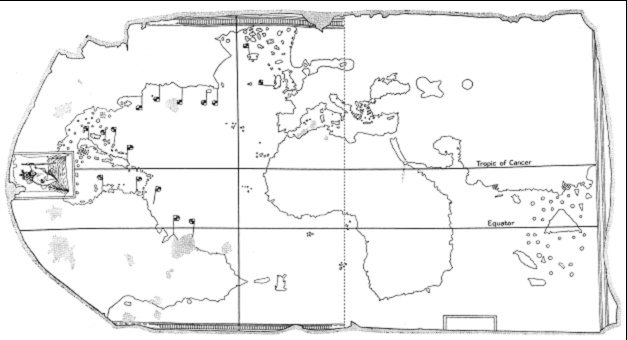
Контуры карты Хуана де ла Коса

Карта является старейшей, на которой абсолютно бесспорно представлена Америка. Известен ряд более ранних карт, на которых предположительно, но не бесспорно изображена Америка — например, карта Пиццигано. Также известны карты, на которых точно изображена Америка, но их датировка оспаривается — как, например, карта Винланда, оказавшаяся подделкой XX века. Датировка карты Хуана де ла Коса не вызывает споров, она отражает географические открытия Португалии, Испании и Англии по состоянию на последние годы XV века. В соответствии с традициями картографов на карту нанесены румбы, типичные для портуланов этого времени. На карте также представлена большая часть Старого Света. Карта отражает не только открытия испанцев, но и открытия экспедиции 1497—1499 годов Васко да Гама, а также открытия экспедиций 1497—1499 годов Джона Кабота — на заливе к северо-востоку от Эспаньолы и Кубы написано: «море, открытое англичанами» (исп. mar descubierta po ynglesie — «mar descubierta por ingleses») и изображены несколько английских флагов.
Карта Хуана де ла Коса — единственная дошедшая до нашего времени карта, составленная непосредственным участником первых экспедиций Христофора Колумба. Как аллюзия — намёк на Христофора Колумба, на месте ещё не открытых на момент создания карты земель Центральной Америке нарисован лик Святого Христофора. Не нашло пока объяснения то обстоятельство, что Куба на карте нарисована как остров, хотя известно, что Христофор Колумб был уверен, что Куба — это полуостров Азии.

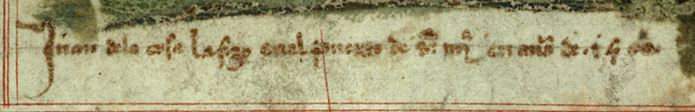
Подпись на карте: «Joan de la Cosa la fizo en el Puerto de Sa Ma en anno de 1500» — «Создана в порту Санта Мария в 1500 году Хуаном де ла Коса»